# Bonassola
Bonassola là một đô thị ở tỉnh La Spezia trong vùng Liguria của Ý, có cự ly khoảng 60 km về phía đông nam của Genoa và khoảng 20 km về phía tây bắc của La Spezia. Tại thời điểm ngày 31 tháng 12 năm 2004, đô thị này có dân số 945 người và diện tích là 9,3 km².
Đô thị Bonassola có các frazioni (các đơn vị dân cư cấp dưới, chủ yếu là các làng) Montaretto, Costella, Serra, Scernio, và San Giorgio.
Bonassola giáp các đô thị sau: Framura, Levanto.